# Никола Корбутовски
Никола Корбутовски (Параћин, 14. јануар 1935) српски је књижевник и новинар.

## Биографија
Никола Корбутовски рођен је 1935. у Параћину. Дипломирао је на Филозофском факултету у Скопљу. Уређивао је часопис за српске исељенике „Завичај”, писао за новине „Борба” и радио у издавачкој кући „Туристичка штампа” у Београду.
Данас живи и ради у Београду.

## Дела
Објавио је књиге прича: „Еквилибрист” (1969), „Луда река” (1972), и „Лајза и жути опанци” (1987). Саставио је антологије: „Домовино ноћас сам те сањао” (1980), „90 песама о Титу” (1982), „Шпанија љубави и поноса” (1986) и „Косовски Орфеј” (1989). Објавио је и две монографије о народним херојима Бранку Крсмановићу (1981) и Момчилу Поповићу Озрену (1986), као и књигу разговора „Домовина је најлепша реч” (1983).

## Награде
Добио је награде „Ослобођења” (Сарајево) и „Трудбеника” (Скопље) за причу, а награђене су му и приче на конкурсима „Младости” и Радничког универзитета „Ђуро Салај” у Београду. Такође је добитник и Октобарске награде града Параћина.